# Srimahi
Srimahi is een bestuurslaag in het regentschap Bekasi van de provincie West-Java, Indonesië. Srimahi telt 8746 inwoners (volkstelling 2010).